# EPrix Meksyku 2017
ePrix Meksyku 2017 (oryg. 2017 FIA Formula E Julius Baer Mexico City ePrix) – trzecia runda Formuły E w sezonie 2016/2017. Zawody odbyły się 1 kwietnia 2017 roku na ulicznym torze w Meksyku.

## Lista startowa
| Nr | Kierowca               | Zespół                          | Samochód             | Silnik                  | Opony |
| -- | ---------------------- | ------------------------------- | -------------------- | ----------------------- | ----- |
| 2  | Sam Bird               | DS Virgin Racing Formula E Team | Spark-Citroën        | Virgin DSV-02           | M     |
| 3  | Nelson Piquet Jr.      | NextEV NIO                      | Spark-NEXTEV         | NEXTEV TCR Formula 002  | M     |
| 4  | Stéphane Sarrazin      | Venturi Formula E Team          | Spark-Venturi        | Venturi VM200-FE-02     | M     |
| 5  | Maro Engel             | Venturi Formula E Team          | Spark-Venturi        | Venturi VM200-FE-02     | M     |
| 6  | Loïc Duval             | Faraday Future Dragon Racing    | Spark-Penske         | Penske 701-EV1          | M     |
| 7  | Jérôme d’Ambrosio      | Faraday Future Dragon Racing    | Spark-Penske         | Penske 701-EV           | M     |
| 8  | Nicolas Prost          | Renault e.Dams                  | Spark-Renault        | Renault Z.E 16          | M     |
| 9  | Sébastien Buemi        | Renault e.Dams                  | Spark-Renault        | Renault Z.E 16          | M     |
| 11 | Lucas Di Grassi        | ABT Schaeffler Audi Sport       | Spark-Abt Sportsline | ABT Schaeffler FE02     | M     |
| 19 | Felix Rosenqvist       | Mahindra Racing Formula E Team  | Spark-Mahindra       | Mahindra M3ELECTRO      | M     |
| 20 | Mitch Evans            | Panasonic Jaguar Racing         | Spark-Jaguar         | Jaguar I-Type 1         | M     |
| 23 | Nick Heidfeld          | Mahindra Racing Formula E Team  | Spark-Mahindra       | Mahindra M3ELECTRO      | M     |
| 25 | Jean-Éric Vergne       | Techeetah                       | Spark-Renault        | Renault Z.E 16          | M     |
| 27 | Robin Frijns           | MS Amlin Andretti               | Spark-Andretti       | ATEC-02                 | M     |
| 28 | António Félix da Costa | MS Amlin Andretti Formula E     | Spark-Andretti       | ATEC-02                 | M     |
| 33 | Esteban Gutiérrez      | Techeetah                       | Spark-Renault        | Renault Z.E 16          | M     |
| 37 | José María López       | DS Virgin Racing Formula E Team | Spark-Citroën        | Virgin DSV-02           | M     |
| 47 | Adam Carroll           | Panasonic Jaguar Racing         | Spark-Jaguar         | Jaguar I-Type 1         | M     |
| 66 | Daniel Abt             | ABT Schaeffler Audi Sport       | Spark-Abt Sportsline | ABT Schaeffler FE02     | M     |
| 88 | Oliver Turvey          | NEXTEV TCR Formula E Team       | Spark-NEXTEV         | NEXTEV TCR FormulaE 002 | M     |
| Nr | Kierowca               | Zespół                          | Samochód             | Silnik                  | Opony |

## Wyniki

### I Sesja treningowa
| Nr | Kierowca        | Konstruktor    | Czas     | Okr. |
| -- | --------------- | -------------- | -------- | ---- |
| 9  | Sébastien Buemi | Renault e.Dams | 1:02,222 | 29   |

### II Sesja treningowa
| Nr | Kierowca        | Konstruktor    | Czas     | Okr. |
| -- | --------------- | -------------- | -------- | ---- |
| 9  | Sébastien Buemi | Renault e.Dams | 1:02,164 | 21   |

### Kwalifikacje
Źródło: fiaformulae.com
| 1                 | 88 | Oliver Turvey          | NextEV NIO                   | 1:02,712 |         |
| 2                 | 37 | José María López       | DS Virgin Racing             | 1:02,831 |         |
| 3                 | 5  | Maro Engel             | Venturi                      | 1:02,974 |         |
| 4                 | 25 | Jean-Éric Vergne       | Techeetah                    | 1:02,983 |         |
| 5                 | 23 | Nick Heidfeld          | Mahindra Racing              | 1:03,022 | 3       |
| 6                 | 2  | Sam Bird               | DS Virgin Racing             | 1:03,099 | 4       |
| 7                 | 28 | António Félix da Costa | MS Amlin Andretti            | 1:03,363 | 6       |
| 8                 | 9  | Sébastien Buemi        | Renault e.Dams               | 1:03,402 | 7       |
| 9                 | 19 | Felix Rosenqvist       | Mahindra Racing              | 1:03,425 | 8       |
| 10                | 4  | Stéphane Sarrazin      | Venturi                      | 1:03,491 | 17      |
| 11                | 33 | Esteban Gutiérrez      | Techeetah                    | 1:03,509 | 11      |
| 12                | 47 | Adam Carroll           | Panasonic Jaguar Racing      | 1:03,553 | 9       |
| 13                | 20 | Mitch Evans            | Panasonic Jaguar Racing      | 1:03,563 | 10      |
| 14                | 8  | Nicolas Prost          | Renault e.Dams               | 1:03,589 | 13      |
| 15                | 27 | Robin Frijns           | MS Amlin Andretti            | 1:03,688 | 14      |
| 16                | 11 | Lucas Di Grassi        | ABT Schaeffler Audi Sport    | 1:03,690 | 15      |
| 17                | 3  | Nelson Piquet Jr.      | NextEV NIO                   | 1:04,082 | 16      |
| Niesklasyfikowani |    |                        |                              |          |         |
|                   | 6  | Loïc Duval             | Faraday Future Dragon Racing | 1:11,575 | 20      |
|                   | 66 | Daniel Abt             | ABT Schaeffler Audi Sport    | -        | 18      |
|                   | 7  | Jérôme d’Ambrosio      | Faraday Future Dragon Racing | -        | 19      |
| Poz.              | Nr | Kierowca               | Konstruktor                  | Czas     | Poz. s. |

#### Super Pole
| 1                 | 88 | Oliver Turvey    | NextEV NIO                | 1:02,867 | 1       |
| 2                 | 5  | Maro Engel       | Venturi                   | 1:03,045 | 12      |
| 3                 | 37 | José María López | DS Virgin Racing          | 1:03,072 | 2       |
| 4                 | 25 | Jean-Éric Vergne | Techeetah                 | 1:03,202 | 5       |
| Niesklasyfikowani |    |                  |                           |          |         |
|                   | 66 | Daniel Abt       | ABT Schaeffler Audi Sport | -        | [ 3 ]   |
| Poz.              | Nr | Kierowca         | Konstruktor               | Czas     | Poz. s. |

### Wyścig
Źródło: Wyprzedź Mnie!
| P                 | + / – | Nr | Kierowca               | Konstruktor                  | Okr. | Czas / Strata | Komentarz |
| ----------------- | ----- | -- | ---------------------- | ---------------------------- | ---- | ------------- | --------- |
| 1                 | 14    | 11 | Lucas Di Grassi        | ABT Schaeffler Audi Sport    | 45   | -             |           |
| 2                 | 3     | 25 | Jean-Éric Vergne       | Techeetah                    | 45   | +0:01,966     |           |
| 3                 | 1     | 2  | Sam Bird               | DS Virgin Racing             | 45   | +0:07,480     | [ 5 ]     |
| 4                 | 6     | 20 | Mitch Evans            | Panasonic Jaguar Racing      | 45   | +0:09,770     |           |
| 5                 | 8     | 8  | Nicolas Prost          | Renault e.Dams               | 45   | +0:09,956     |           |
| 6                 | 4     | 37 | José María López       | DS Virgin Racing             | 45   | +0:10,631     |           |
| 7                 | 11    | 66 | Daniel Abt             | ABT Schaeffler Audi Sport    | 45   | +0:11,694     |           |
| 8                 | 1     | 47 | Adam Carroll           | Panasonic Jaguar Racing      | 45   | +0:13,722     |           |
| 9                 | 7     | 3  | Nelson Piquet Jr.      | NextEV NIO                   | 45   | +0:14,156     |           |
| 10                | 1     | 33 | Esteban Gutiérrez      | Techeetah                    | 45   | +0:15,717     |           |
| 11                | 3     | 27 | Robin Frijns           | MS Amlin Andretti            | 45   | +0:21,459     |           |
| 12                | 9     | 23 | Nick Heidfeld          | Mahindra Racing              | 45   | +0:27,232     |           |
| 13                | 6     | 9  | Sébastien Buemi        | Renault e.Dams               | 45   | +1:01,365     |           |
| 14                | 5     | 7  | Jérôme d’Ambrosio      | Faraday Future Dragon Racing | 45   | +1:09,646     |           |
| 15                | 2     | 4  | Stéphane Sarrazin      | Venturi                      | 44   | +1 okr.       |           |
| 16                | 8     | 19 | Felix Rosenqvist       | Mahindra Racing              | 43   | +2 okr.       |           |
| Niesklasyfikowani |       |    |                        |                              |      |               |           |
|                   |       | 5  | Maro Engel             | Venturi                      | 38   | +7 okr.       |           |
|                   |       | 28 | António Félix da Costa | MS Amlin Andretti            | 32   | +13 okr.      |           |
|                   |       | 6  | Loïc Duval             | Faraday Future Dragon Racing | 25   | +20 okr.      |           |
|                   |       | 88 | Oliver Turvey          | NextEV NIO                   | 12   | +33 okr.      |           |
| P                 | + / – | Nr | Kierowca               | Konstruktor                  | Okr. | Czas / Strata | Komentarz |

### Najszybsze okrążenie
| Nr | Kierowca        | Konstruktor    | Czas     | Okr. |
| -- | --------------- | -------------- | -------- | ---- |
| 9  | Sébastien Buemi | Renault e.Dams | 1:03,102 | 40   |

### Prowadzenie w wyścigu
Źródło: Racing–Reference.info
| Nr                              | Kierowca         | Okrążenia | Suma |
| ------------------------------- | ---------------- | --------- | ---- |
| 11                              | Lucas Di Grassi  | 26-45     | 19   |
| 37                              | José María López | 12-25     | 13   |
| 88                              | Oliver Turvey    | 1-12      | 12   |
| 8                               | Nicolas Prost    | 25-26     | 1    |
| \| Wykres \| \| ------ \| \| \| |                  |           |      |
| Wykres                          |                  |           |      |
|                                 |                  |           |      |

## Klasyfikacja po zakończeniu wyścigu

### Kierowcy
| P  | +/− | Kierowca               | Starty | Punkty | P1 | P2 | P3 | PP | NO | NS |
| -- | --- | ---------------------- | ------ | ------ | -- | -- | -- | -- | -- | -- |
| 1  | 0   | Sébastien Buemi        | 4      | 76     | 3  | –  | –  | –  | 1  | –  |
| 2  | 0   | Lucas Di Grassi        | 4      | 71     | 1  | 1  | 1  | 1  | –  | –  |
| 3  | 0   | Nicolas Prost          | 4      | 46     | –  | –  | –  | –  | –  | –  |
| 4  | 0   | Jean-Éric Vergne       | 4      | 40     | –  | 2  | –  | –  | –  | 1  |
| 5  | +1  | Sam Bird               | 4      | 33     | –  | 1  | 1  | –  | –  | 1  |
| 6  | −1  | Felix Rosenqvist       | 4      | 20     | –  | –  | 1  | 1  | 2  | –  |
| 7  | +1  | Daniel Abt             | 4      | 20     | –  | –  | –  | –  | –  | 1  |
| 8  | −1  | Nick Heidfeld          | 4      | 17     | –  | –  | 1  | –  | –  | –  |
| 9  | 0   | Nelson Piquet Jr.      | 4      | 15     | –  | –  | –  | 1  | –  | –  |
| 10 | 0   | Oliver Turvey          | 4      | 15     | –  | –  | –  | 1  | –  | 1  |
| 11 | +8  | Mitch Evans            | 4      | 12     | –  | –  | –  | –  | –  | 1  |
| 12 | −1  | António Félix da Costa | 4      | 10     | –  | –  | –  | –  | –  | 2  |
| 13 | +3  | José María López       | 4      | 10     | –  | –  | –  | –  | –  | 1  |
| 14 | −1  | Jérôme d’Ambrosio      | 4      | 10     | –  | –  | –  | –  | –  | –  |
| 15 | −3  | Loïc Duval             | 4      | 9      | –  | –  | –  | –  | 1  | 1  |
| 16 | −2  | Robin Frijns           | 4      | 8      | –  | –  | –  | –  | –  | –  |
| 17 | +1  | Adam Carroll           | 4      | 4      | –  | –  | –  | –  | –  | –  |
| 18 | −3  | Maro Engel             | 4      | 2      | –  | –  | –  | –  | –  | 3  |
| 19 | −2  | Stéphane Sarrazin      | 4      | 1      | –  | –  | –  | –  | –  | –  |
| 20 | N   | Esteban Gutiérrez      | 1      | 1      | –  | –  | –  | –  | –  | –  |
| 21 | −1  | Ma Qinghua             | 3      | 0      | –  | –  | –  | –  | –  | 1  |
| P  | +/− | Kierowca               | Starty | Punkty | P1 | P2 | P3 | PP | NO | NS |

### Zespoły
| P  | +/− | Konstruktor                  | Starty | Punkty | P1 | P2 | P3 | PP | NO | NS |
| -- | --- | ---------------------------- | ------ | ------ | -- | -- | -- | -- | -- | -- |
| 1  | 0   | Renault e.Dams               | 8      | 122    | 3  | –  | –  | –  | 1  | –  |
| 2  | 0   | ABT Schaeffler Audi Sport    | 8      | 91     | 1  | 1  | 1  | 1  | –  | 1  |
| 3  | +3  | DS Virgin Racing             | 8      | 43     | –  | 1  | 1  | –  | –  | 2  |
| 4  | +1  | Techeetah                    | 8      | 41     | –  | 2  | –  | –  | –  | 2  |
| 5  | −2  | Mahindra Racing              | 8      | 37     | –  | –  | 2  | 1  | 2  | –  |
| 6  | −2  | NextEV NIO                   | 8      | 30     | –  | –  | –  | 2  | –  | 1  |
| 7  | 0   | Faraday Future Dragon Racing | 8      | 19     | –  | –  | –  | –  | 1  | 1  |
| 8  | 0   | MS Amlin Andretti            | 8      | 18     | –  | –  | –  | –  | –  | 2  |
| 9  | +1  | Panasonic Jaguar Racing      | 8      | 16     | –  | –  | –  | –  | –  | 1  |
| 10 | −1  | Venturi                      | 8      | 3      | –  | –  | –  | –  | –  | 3  |
| P  | +/− | Kierowca                     | Starty | Punkty | P1 | P2 | P3 | PP | NO | NS |